# Semiothisa postvittata
Semiothisa postvittata là một loài bướm đêm trong họ Geometridae.